# Vollzugliches Arbeitswesen
Als Vollzugliches Arbeitswesen, kurz VAW, werden die Arbeitsbetriebe in deutschen Justizvollzugsanstalten bezeichnet. 
Aufgabe des Justizvollzugs ist es, die Gefangenen zu befähigen, künftig in sozialer Verantwortung ein Leben ohne Straftaten zu führen (Resozialisierung). Dieses gesetzliche Vollzugsziel ist zugleich auch Ziel der Arbeitsbetriebe in den Justizvollzugsanstalten. Durch die Vermittlung, Erhaltung und Förderung von Fähigkeiten der Gefangenen für eine Erwerbstätigkeit nach deren Entlassung leistet das Vollzugliche Arbeitswesen einen wichtigen Beitrag zur Resozialisierung von Strafgefangenen und verbessert die Chance der Gefangenen auf eine Eingliederung in das Erwerbsleben nach Verbüßung der Freiheitsstrafe.
In den Betrieben des Vollzuglichen Arbeitswesens arbeiten gut ausgebildete Handwerksmeister und -gesellen, die sich um die Erledigung der Aufträge kümmern, die Inhaftierten beaufsichtigen und sie während der Arbeitszeiten anleiten. Junge Gefangene haben darüber hinaus ein Recht auf schulische und berufliche Bildung, sinnstiftende Arbeit und Training sozialer Kompetenzen. 

## Betriebsformen
Man unterscheidet zwischen zwei Betriebsarten im VAW.

### Eigenbetriebe
Diese sind landeseigene Betriebe, in denen handwerkliche Produkte hergestellt werden, die von Firmen, Behörden und Privatkunden erworben werden können. Die Produktpalette umfasst u. a. die Holz-, Papier-, Metallverarbeitung sowie die Herstellung von Back- und Wurstwaren. Die Fertigung umfasst die Herstellung von Einzelstücken bis hin zur Serienproduktion. Außerdem unterhält das VAW auch Versorgungsbetriebe für die Anstalten, die beispielsweise die Verpflegung, Wäschereinigung und Reinigungsaufgaben in den Hafthäusern übernehmen.

### Unternehmerbetriebe
Unternehmerbetriebe fungieren als Dienstleister für die freie Wirtschaft. In diesen Betrieben werden mit Mitteln (Produktionsmaschinen) freier Unternehmen Produkte hergestellt und gefertigt. Hier werden beispielsweise Sortier-, Abpack-, Montage- oder Kuvertierarbeiten erbracht. Unternehmerbetriebe gibt es in nahezu jeder Justizvollzugsanstalt.
Diese Angaben beziehen sich auf das Bundesland Baden-Württemberg, Abweichungen zu anderen Bundesländer sind nicht ausgeschlossen.

### Ausbildung für Gefangene
VAW-Betriebe sind auch vielfach Ausbildungsbetriebe, die für geeignete Strafgefangene eine Vielzahl von Ausbildungs- oder Umschulungsplätzen sowie spezielle Weiterbildungen anbieten.

## VAW Baden-Württemberg
In Baden-Württemberg unterliegen Strafgefangene nach § 47 des baden-württembergischen Justizvollzugsgesetzbuches III der Arbeitspflicht. Untersuchungsgefangene unterliegen gemäß § 34 des Justizvollzugsgesetzbuches II dagegen nicht der Arbeitspflicht. 
Das VAW Baden-Württemberg unterhält insgesamt 17 Niederlassungen und ist in einem Landesbetrieb gem. § 26 Landeshaushaltsordnung (LHO) organisiert. Mit der Organisation der Arbeitsbetriebe in einem Landesbetrieb, die im Jahr 2001 erfolgte, wurde insbesondere das Ziel verfolgt, die Arbeitsbetriebe als wirtschaftliche Einheit zusammenzufassen, die Eigenverantwortung der örtlichen Geschäftsführer und Betriebsleiter der Niederlassungen des VAW zu stärken und die Betriebe transparent und nach kaufmännischen Grundsätzen zu steuern. Darüber hinaus wird in dieser Organisationsform die Rechnungslegung nach den Regelungen des Handelsgesetzbuchs vollzogen.
Die Niederlassungen des VAW befinden sich in folgenden Justizvollzugsanstalten: JVA Adelsheim, JVA Bruchsal, JVA Freiburg, JVA Heilbronn, JVA Heimsheim, JVKH Asperg, JVA Karlsruhe, JVA Konstanz, JVA Mannheim, JVA Ravensburg, JVA Rottenburg, JVA Rottweil, JVA Schwäbisch Gmünd, JVA Schwäbisch Hall, JVA Stuttgart, JVA Ulm und JVA Waldshut-Tiengen.
Eine Besonderheit sind die landwirtschaftlichen Außenstellen, die in den Justizvollzugsanstalten Bruchsal, Freiburg, Heilbronn mit Weinbau, Ravensburg, Rottenburg und Schwäbisch Hall unterhalten werden. Die Produktion umfasst u. a. Feldfrüchte, Gemüse, Geflügel, Eier und Saft. Daneben verfügen einige landwirtschaftliche Außenstellen über eine Kälberaufzucht, Ferkelzucht oder Milchviehhaltung. In der Staatsdomäne Hohrainhof der Justizvollzugsanstalt Heilbronn werden auf 95 Hektar landwirtschaftliche Nutzfläche, davon 11 ha Rebflächen, neben Rüben, Getreide und Milch auch Weine und Sekt produziert. 
Die JVA Rottenburg hat mit der Hauptanstalt Rottenburg und der Staatsdomäne Maßhalderbuch einen Landwirtschaftsbetrieb mit insgesamt 280 Hektar landwirtschaftlicher Nutzfläche, der bereits seit 1987 nach den Richtlinien des Bioland-Verbandes bewirtschaftet wird. 
Neben der Tierhaltung (Rinderzucht, Mastochsen, Hähnchen, Enten und Gänse) wird überwiegend Getreide-, Kartoffel- und Feldgemüseanbau betrieben. Auch stehen weitere Eigenerzeugnisse wie Dinkelbrot, Apfelsaft sowie Wurst und Rauchfleisch zum Verkauf. Eine Besonderheit sind die Alb-Linsen, die seit 2007 angebaut werden.
Alle Produkte werden überwiegend direkt vermarktet. Zu diesem Zweck wurde in der Domäne Maßhalderbuch in Ödenwaldstetten ein Hofladen eingerichtet. Die Hauptanstalt in Rottenburg bietet die Erzeugnisse der Landwirtschaft jeden Freitag über einen mobilen Marktstand an.

## VAW Schleswig-Holstein
Ein Vollzugliches Arbeitswesen besteht in Schleswig-Holstein in den Justizvollzugsanstalten Kiel, Lübeck, Neumünster, Flensburg und die Jugendanstalt Schleswig. Die Organisation des Vollzuglichen Arbeitswesens in einem Landesbetrieb mit Teilbetrieben in der Justizvollzugsanstalten Kiel, Lübeck und Neumünster endet zum 31. Dezember 2013.
Informationen zum Vollzuglichen Arbeitswesen (VAW) im Land Schleswig-Holstein sind auf bzw. über die zentrale Internetadresse www.vaw.schleswig-holstein.de abrufbar. 
Eine Besonderheit ist das Landesgut Moltsfelde. Es gehört zum Vollzuglichen Arbeitswesen der Justizvollzugsanstalt Neumünster und ist ein außerhalb der Stadt liegendes, auf etwa 110 Hektar Fläche ökologisch wirtschaftendes Gut mit dem Schwerpunkt auf Mutterkuhhaltung (Deutsches Angus, Rinderzucht und Rindermast).
Neben der Tierhaltung (Rinder und Schweine) wird auch Kartoffelanbau und Holzwirtschaft betrieben.
Kaminholz und Holzschreddergut können ebenso wie Kartoffeln aus ökologischem Anbau erworben werden.
Das Landesgut Moltsfele ist anerkannter Biolandbetrieb und steht unter anderem für artgerechte Tierhaltung und Verzicht auf chemische Futter- und Düngemittel.
Das Landesgut Moltsfelde ist Mitglied im Ökoring Schleswig-Holstein.